# سوسکچه تریچوسیروکالوس
تریچوسیروکالوس (نام علمی: Trichosirocalus) نام یک سرده از تیره سوسکچه‌های خرطوم‌دار است.

## گونه‌ها
- Trichosirocalus horridus Panzer, ۱۸۰۱
- Trichosirocalus troglodytes